# Gaius Iulius Karus
Gaius Iulius Karus (vollständige Namensform Gaius Iulius Gai filius Voltinia Karus) war ein im 1. und 2. Jahrhundert n. Chr. lebender Angehöriger des römischen Ritterstandes (Eques). Durch eine Inschrift, die in Shahhat gefunden wurde, sind einzelne Stationen seiner Laufbahn bekannt.
Iulius Karus war zunächst Kommandeur (Praefectus) der Cohors II Asturum equitata, die in der Provinz Britannia stationiert war. Er erhielt folgende militärische Auszeichnungen während Kämpfen in der Provinz (donato bello Britannico): eine Corona muralis, eine Corona vallaris, eine Corona aurea und eine Hasta pura. Danach diente er als Tribunus militum in der Legio III Cyrenaica, die ihr Hauptlager in Alexandria in der Provinz Aegyptus hatte; in dieser Funktion nahm er an einer Aushebung von Rekruten in der Cyrenaica teil (in provinciam Cyrenensium dilectus causa), die durch Abordnungen der beiden Legionen III Cyrenaica und XXII Deiotariana durchgeführt wurde.
Karus war in der Tribus Voltinia eingeschrieben und stammte aus der Provinz Narbonensis. Der Grabstein mit der Inschrift wurde durch Angehörige der beiden Legionen errichtet.

## Datierung
Laut Valerie A. Maxfield und Margaret M. Roxan datiert Eric Birley sein Kommando über die Cohors II Asturum in die Regierungszeit von Trajan (98–117), da die zahlreichen militärischen Auszeichnungen, die Karus als Kommandeur der Kohorte erhielt, eher für Trajan sprechen. Laut Valerie A. Maxfield datiert Eric Birley den dilectus in die Jahre vor dem Diasporaaufstand, der um 115 begann. Laut Maxfield wurden aber von anderen Historikern sowohl für den bello Britannico als auch für den dilectus frühere Zeitpunkte vorgeschlagen.